# Ignacio Zoco Esparza
Ignacio Zoco Esparza (Garde, 31 de juliol de 1939 - Madrid, 28 de setembre de 2015) fou un futbolista navarrès que destacà als anys 60 al CA Osasuna i el Reial Madrid CF.

## Biografia
Nascut al petit poble de Garde, a Navarra, va jugar a diferents equips navarresos fins a arribar al CA Osasuna. Aviat despertà l'interès de diferents clubs de Primera Divisió com el RCD Espanyol, l'Atlètic de Madrid o més tard el Reial Madrid i el FC Barcelona. Finalment, l'estiu de 1962 signaria pel club blanc, juntament amb altres jugadors com Amancio Amaro i Lucien Muller.
Va jugar com a titular la final de la Copa d'Europa de 1964, que el Madrid va perdre contra l'Inter de Milà per 1 a 3 al Praterstadion de Viena, la primera victòria del club italià en la competició. També va jugar com a titular la final de la Copa d'Europa de 1966, que el Madrid va guanyar contra el FK Partizan per 2 a 1 a l'Estadi Heysel, de Brussel·les, la sisena Copa d'Europa madridista.
Com a principals títols destacats, guanyà set lligues espanyoles, la Copa d'Europa de clubs i l'Eurocopa de seleccions. Es va retirar el 29 de juny de 1974, a la final de la Copa del Generalíssim contra el FC Barcelona. El club blanc guanyaria per 4-0, i Zoco aixecaria el trofeu de campió.
Un cop retirat, va ser Delegat d'Esports del govern d'UCD de Navarra. Entre 1994 i 1998 va ser delegat del Reial Madrid.

## Palmarès

### Reial Madrid CF
- 7 Lligues de Primera Divisió: 1962-63, 1963-64, 1964-65, 1966-67, 1967-68, 1968-69, 1971-72
- 2 Copes del Generalíssim: 1969-70 i 1973-74
- 1 Copa d'Europa: 1965-66

### Selecció espanyola
- 1 Campionat d'Europa: 1964